# Geodia geodina
Geodia geodina är en svampdjursart som först beskrevs av Schmidt 1868.  Geodia geodina ingår i släktet Geodia och familjen Geodiidae. Inga underarter finns listade i Catalogue of Life.